# Pyroblemma
Pyroblemma là một chi bướm đêm thuộc họ Erebidae.